# Lumbrales
Lumbrales és un municipi de la província de Salamanca de la comunitat autònoma de Castella i Lleó. Limita amb Olmedo de Camaces a l'Est, La Redonda i San Felices de los Gallegos al Sus, Hinojosa de Duero i Sobradillo a l'Oest i Bermellar al Nord.

## Personatges il·lustres
- Basilio Martín Patino, director de cinema (1930)
- Álvaro García Ortiz, fiscal general de l'Estat